# Fransk ridponny
Den franska ridponnyn är en nyutvecklad hästras i ponnystorlek från Frankrike som utvecklades för att möta kraven på perfekta ridponnyer för barn för att möta de tuffa kraven från ridsporten. Att utveckla ridponnyer har blivit lite av en trend runt om i världen. En stor mängd olika raser har ingått i utvecklingen av de franska ridponnyerna som är utmärkta ridhästar både för barn och de större exemplaren kan även ridas av vuxna. 

## Historia
Ridponnyer är en ganska ny företeelse runt om i världen men har exploderat kraftigt i och med den ökade efterfrågan på hästar som passar såväl till lugn ridning och tävling för barn på internationell nivå. Den franska ridponnyn har utvecklats så sent som i mitten av 1900-talet. Ett stort antal raser har funnits med i utvecklingen av ponnyn som baserats på den franska varmblodshästrasen Selle francais och ston av inhemska ponnyraser som exempelvis Ariégeoisponny och Landaisponny. Dessa har korsats med engelska och irländska populära ponnyraser som t.ex. Welshponnyer, New Forest ponny och Connemara. På senare tid har även tyska, belgiska och holländska hästraser blandats in i ponnyerna. För att ytterligare förädla den franska ridponnyn och göra rasen mer atletisk och uthållig har man korsat in arabiska fullblod.
17 september 1969 startades rasens egen förening för att organisera aveln och 1972 startades en stambok för att registrera ponnyerna. 1977 fanns 95 registrerade hästar och 2000 hade antalet ökat till 1 300 registrerade ponnyer.

## Egenskaper

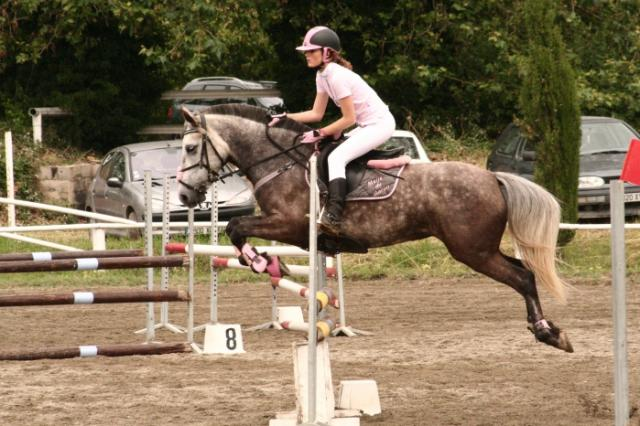
Den franska ridponnyn är en utmärkt tävlingsponny för barn och yngre ryttare.

Den franska ridponnyn har utvecklats till att vara en perfekt och mångsidig ridponny specifikt utvecklad för barn och de större hästarna går även att ridas av vuxna. Ponnyerna är atletiska och lugna för att passa barnen och flexibla så att de ska passa såväl ridsport som lugnare ridning i skogen. 
Ponnyerna är vackra med små, ädla huvuden med ädla drag, snälla, stora ögon och små öron. Benen är starka och välformade med hårda och tåliga hovar. Utseendet kan variera något hos rasen då de inte har någon standard än. 